# Völser Straße
Die Völser Straße (L 11) ist eine 27,85 km lange Landesstraße in Tirol, die von Innsbruck am rechten Innufer nach Pfaffenhofen führt.

## Verlauf
Die Völser Straße beginnt in der Innsbrucker Innenstadt als Fortsetzung des Innrains an der Universitätskreuzung, wo die Tiroler Straße (B 171) abbiegt und über die Universitätsbrücke auf die linke Innseite führt. Die Völser Straße verläuft parallel zum Inn Richtung Südwesten, unterquert die Inntal Autobahn, überquert die Arlbergbahn und führt ansteigend oberhalb des Sieglanger über den Völser Bichl, wo die Mittelgebirgsterrasse bis an den Inn reicht. In Völs erreicht sie wieder den Talboden, umfährt den Ortskern von Völs im Norden, durchquert anschließend Kematen und kreuzt hinter dem Ortskern die Sellraintalstraße (L 13). Zwischen Unterperfuss und Zirl führt die Straße am Reißen (auch: Reißenden Ranggen) entlang, dem bis an den Inn reichenden Hang der Mittelgebirgsterrasse von Ranggen. Sie führt weiter durch den südlich des Inns gelegenen Ortsteil Zirl Bahnhof mit Gewerbegebiet, wo die Zirler Straße (L 57) zur Autobahnanschlussstelle Zirl-West und Richtung Zirler Ortszentrum abzweigt. Anschließend verläuft sie durch die Orte Inzing, Hatting, wo die Hattinger Straße (L 307) nach Pettnau abzweigt, Polling und Flaurling. Sie passiert den südlichen Ortsrand von Oberhofen im Inntal und trifft nach der Ortsdurchfahrt von Pfaffenhofen wieder auf die B 171, die hier von Telfs kommend wieder auf das rechte Innufer schwenkt.
Die Völser Straße verläuft weitgehend parallel zum Inn, zur Arlbergbahn, zur Inntalautobahn und zur Tiroler Straße, die am linken Ufer verläuft.

## Geschichte
Die heutige Völser Straße folgt dem Verlauf einer alten Salzstraße. Während die Straße auf der linken Innseite (die heutige Tiroler Straße) vorwiegend dem Post- und Personenverkehr diente, wurde die Straße auf der rechten Innseite hauptsächlich für den Warenverkehr, insbesondere das Haller Salz, genutzt. Der Warentransport von Zirl bis Telfs dauerte im Jahr 1848 vier Stunden.
Der Reißende Ranggen zwischen Unterperfuss und Zirl stellte ein gefürchtetes Hindernis dar. Der unregulierte Inn drückte häufig an den Hang und brachte ihn ins Rutschen, wodurch die Straße unpassierbar wurde. In diesem Fall wich der Verkehr, auch die schweren Salztransporte, von Kematen nach Inzing über Ranggen aus. Die Situation besserte sich mit dem Bau der parallel verlaufenden Arlbergbahn Ende des 19. Jahrhunderts und aufwändigen Verbauungen im 20. Jahrhundert. Dennoch wurde die Straße im Juni 2015 durch Murenabgänge und Unterspülungen aufgrund von Starkregenfällen stark beschädigt.
Die Bezeichnung „Salzstraße“ dient heute als innerörtlicher Straßenname der Völser Straße (oder eines Abschnitts davon) in Zirl, Inzing, Hatting, Flaurling und Pfaffenhofen und findet sich im Namen des Tiroler Planungsverbands 15 Telfs und Umgebung–Salzstraße wieder.

## Verkehr
Der durchschnittliche tägliche Verkehr betrug im Jahr 2020 zwischen 10.420 Kraftfahrzeugen im Stadtgebiet von Innsbruck und 2.765 in Flaurling.
| Zählstelle              | alle Kfz | Lkw-ähnlicher Verkehr | Lkw-Güterverkehr | Sattelkraftfahrzeuge und Lkw mit Anhänger |
| ----------------------- | -------- | --------------------- | ---------------- | ----------------------------------------- |
| Innsbruck-Innrain       | 10.420   | 666                   | 157              | 29                                        |
| Innsbruck-Justizanstalt | 10.219   | 432                   | 184              | 27                                        |
| Innsbruck-Völs          | 7.837    | 362                   | 212              | 25                                        |
| Unterperfuss            | 4.513    | 172                   |                  | 14                                        |
| Flaurling               | 2.765    | 164                   |                  | 16                                        |